# Bulbophyllum bulliferum
Bulbophyllum bulliferum är en orkidéart som beskrevs av Johannes Jacobus Smith. Bulbophyllum bulliferum ingår i släktet Bulbophyllum och familjen orkidéer. Inga underarter finns listade i Catalogue of Life.